# Roman Penn
Roman Penn (Seattle, 1 september 1997) is een Amerikaans basketballer.

## Carrière
Penn speelde collegebasketbal voor de Siena Saints en Drake Bulldogs van 2017 tot 2023. In 2023 tekende hij zijn eerste profcontract bij Limburg United in de BNXT League. Hij won met de Belgische basketbalbeker en werd samen met ploegmaat Osun Osunniyi verkozen tot Most valuable player. Hij speelde in de zomer van 2024 voor The Cru in The Basketball Tournament. Voor het seizoen 2024/25 tekende hij bij de Roemeense eersteklasser CS Rapid București.

## Erelijst
- Belgisch bekerwinnaar: 2024
- Belgische basketbalbeker MVP: 2024